# St. Andreas (Illenschwang)

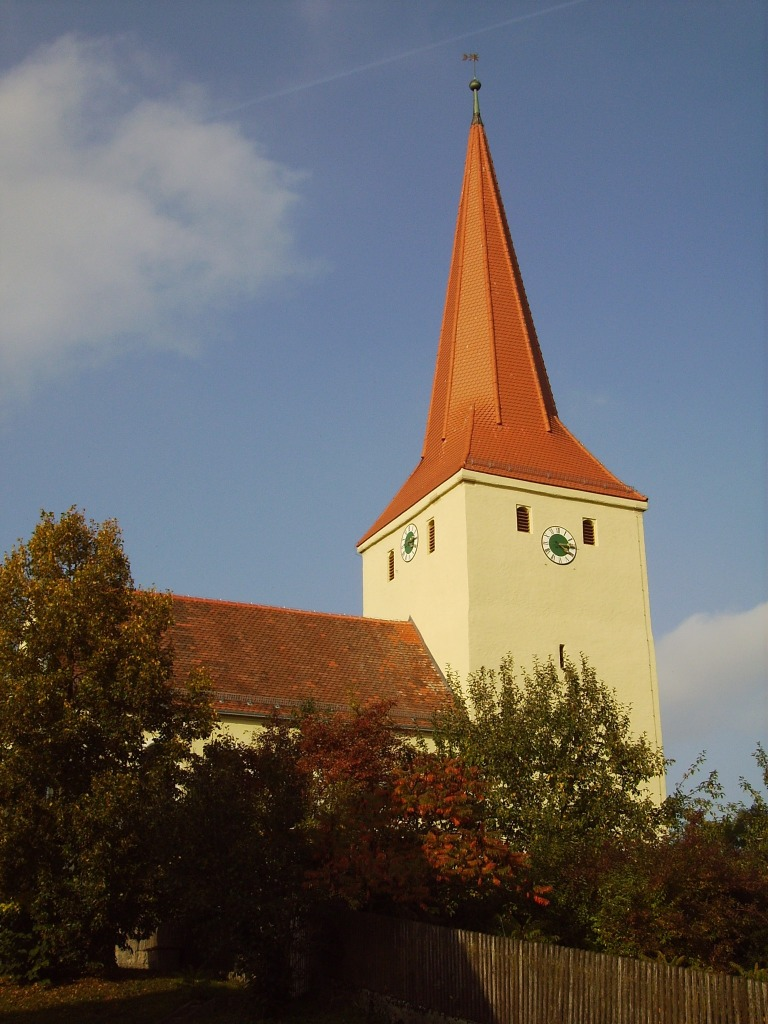
St. Andreas in Illenschwang

Die evangelische, denkmalgeschützte Pfarrkirche St. Andreas steht in Illenschwang, einem Gemeindeteil der Gemeinde Wittelshofen im Landkreis Ansbach (Mittelfranken, Bayern). Das Bauwerk ist unter der Denkmalnummer D-5-71-227-9 als Baudenkmal in der Bayerischen Denkmalliste eingetragen. Die Kirchengemeinde gehört zum Evangelisch-Lutherischen Dekanat Dinkelsbühl im Kirchenkreis Ansbach-Würzburg der Evangelisch-Lutherischen Kirche in Bayern.

## Beschreibung
Der Chorturm der ehemaligen Wehrkirche und die an seiner Nordwand unter einem Pultdach angefügte Sakristei stammen aus dem 14. Jahrhundert. Das neuromanische, mit einem Satteldach bedeckte Langhaus wurde 1859 nach Westen angefügt. Der Chorturm wurde um ein Geschoss für die Turmuhr und den Glockenstuhl aufgestockt und mit einem achtseitigen Knickhelm bedeckt. Von den drei Kirchenglocken wurden sowohl im Ersten als auch im Zweiten Weltkrieg jeweils zwei abgeliefert und nach Kriegsende wieder ersetzt. Die Kirchenausstattung stammt von 1882 bis auf die Bilder der 12 Apostel aus der zweiten Hälfte des 17. Jahrhunderts im Chor, d. h. im Erdgeschoss des Chorturms, ferner von der Kreuzigung Jesu von 1716. Im Turm hängen drei Bronzeglocken, von denen eine historisch ist und aus dem Jahr 1738 stammt.